# 榎戶站 (千葉縣)
榎戶站（日语：／ Enokido eki */?），位於千葉縣八街市榎戶，是屬於東日本旅客鐵道總武本線的鐵路車站。

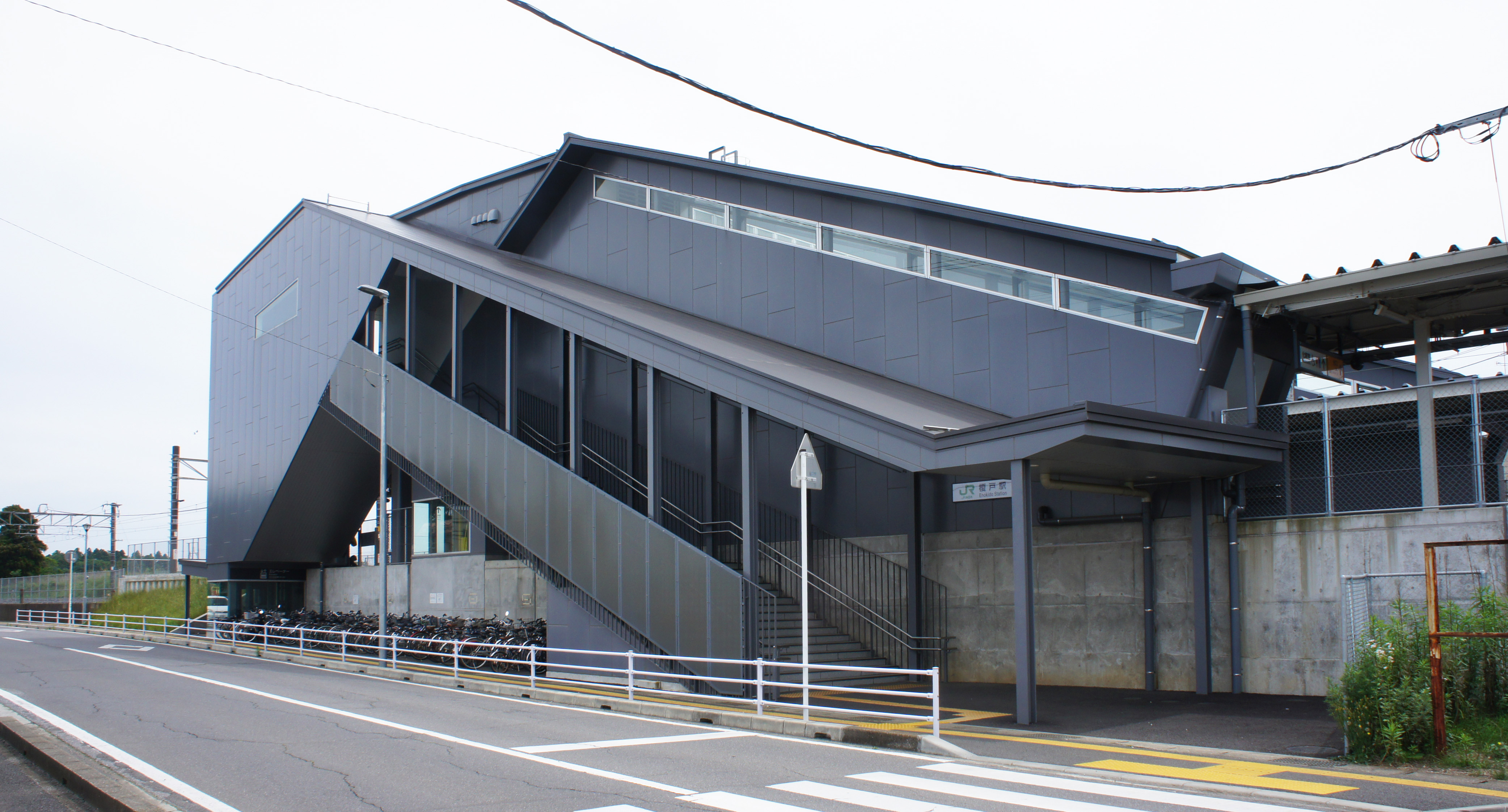
東口（2021年5月）

## 車站結構

### 月台配置

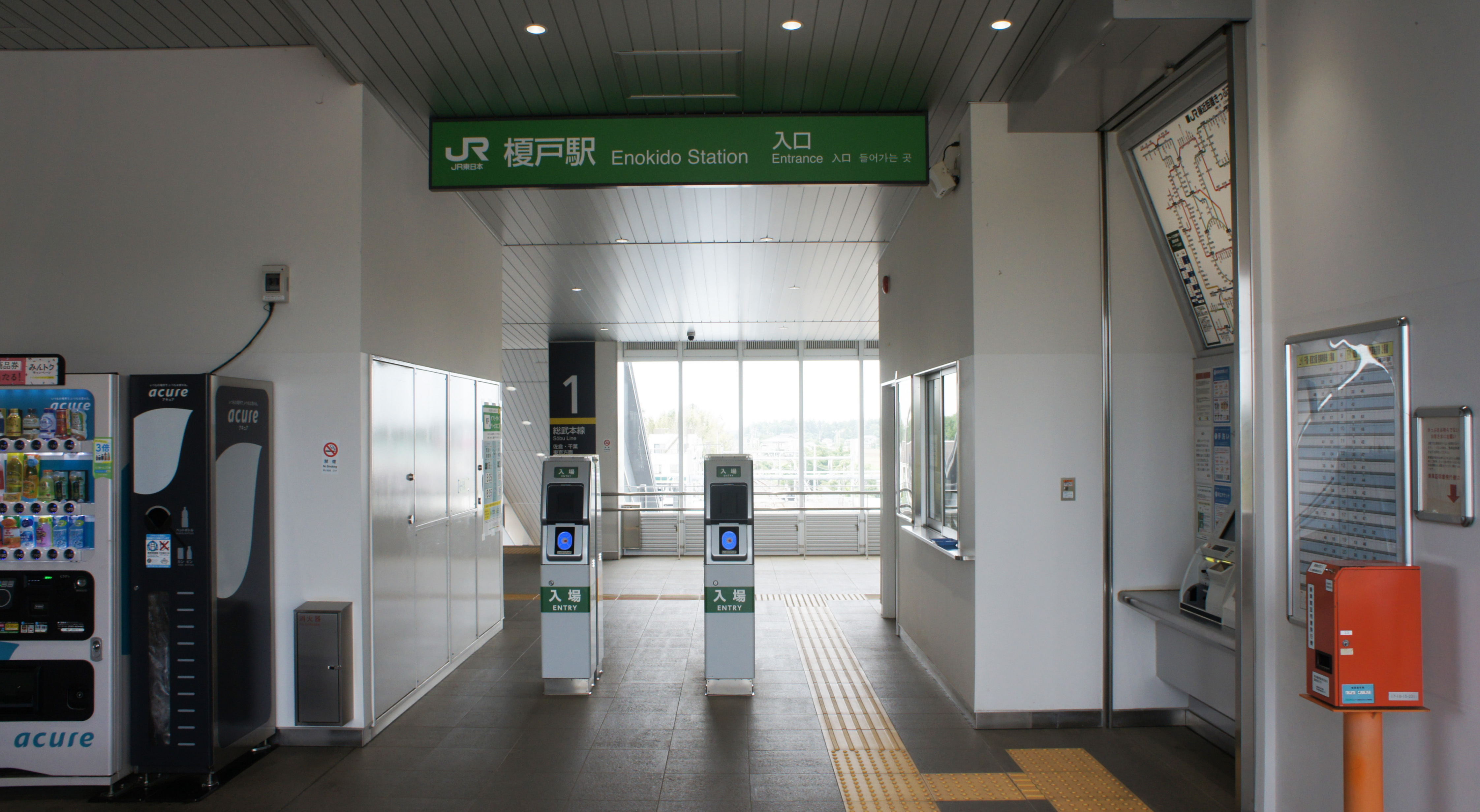
驗票口（2021年5月）

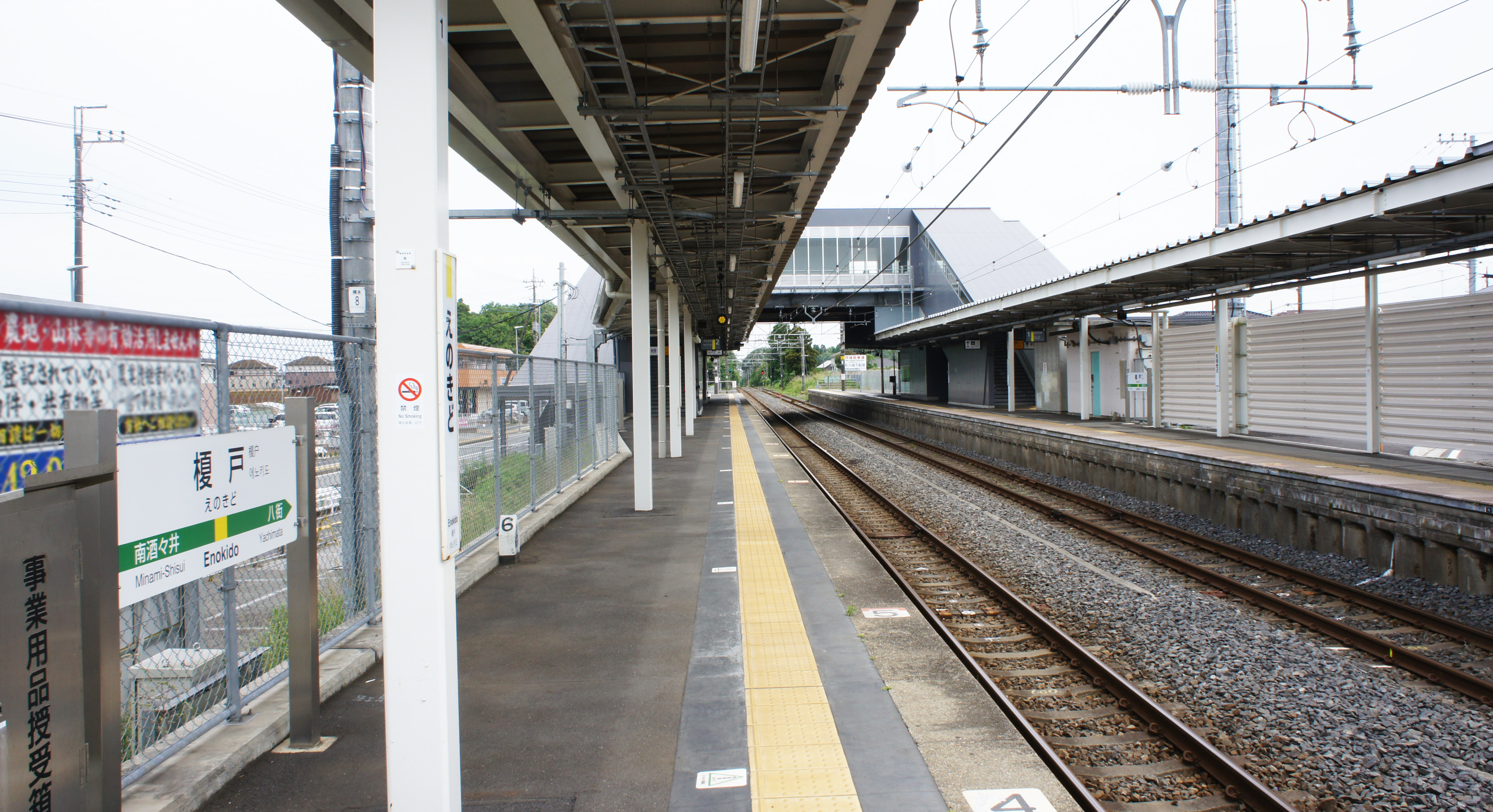
月台（2021年5月）

| 月台 | 路線      | 方向 | 目的地               |
| ---- | --------- | ---- | -------------------- |
| 1    | ■總武本線 | 上行 | 佐倉、千葉、東京方向 |
| 2    | ■總武本線 | 下行 | 八街、成東、銚子方向 |

（來源：JR東日本:車站構內圖 （页面存档备份，存于））

## 使用情況
2019年（令和元年）1日平均上車人次為1,998人。隨著八街市住宅土地的發展，上車人數有所增加。
以下是近年1日平均乘車人數的推移。
| 年度               | 1日平均 上車人次 | 來源     |
| ------------------ | ---------------- | -------- |
| 1990年（平成02年） | 1,398            | [ * 1 ]  |
| 1991年（平成03年） | 1,479            | [ * 2 ]  |
| 1992年（平成04年） | 1,764            | [ * 3 ]  |
| 1993年（平成05年） | 1,813            | [ * 4 ]  |
| 1994年（平成06年） | 1,941            | [ * 5 ]  |
| 1995年（平成07年） | 2,202            | [ * 6 ]  |
| 1996年（平成08年） | 2,312            | [ * 7 ]  |
| 1997年（平成09年） | 2,453            | [ * 8 ]  |
| 1998年（平成10年） | 2,630            | [ * 9 ]  |
| 1999年（平成11年） | 2,671            | [ * 10 ] |
| 2000年（平成12年） | 2,730            | [ * 11 ] |
| 2001年（平成13年） | 2,768            | [ * 12 ] |
| 2002年（平成14年） | 2,761            | [ * 13 ] |
| 2003年（平成15年） | 2,733            | [ * 14 ] |
| 2004年（平成16年） | 2,756            | [ * 15 ] |
| 2005年（平成17年） | 2,726            | [ * 16 ] |
| 2006年（平成18年） | 2,708            | [ * 17 ] |
| 2007年（平成19年） | 2,644            | [ * 18 ] |
| 2008年（平成20年） | 2,579            | [ * 19 ] |
| 2009年（平成21年） | 2,540            | [ * 20 ] |
| 2010年（平成22年） | 2,508            | [ * 21 ] |
| 2011年（平成23年） | 2,479            | [ * 22 ] |
| 2012年（平成24年） | 2,473            | [ * 23 ] |
| 2013年（平成25年） | 2,442            | [ * 24 ] |
| 2014年（平成26年） | 2,362            | [ * 25 ] |
| 2015年（平成27年） | 2,326            | [ * 26 ] |
| 2016年（平成28年） | 2,175            | [ * 27 ] |
| 2017年（平成29年） | 2,120            | [ * 28 ] |
| 2018年（平成30年） | 2,083            |          |
| 2019年（令和元年） | 1,998            |          |

## 相鄰車站
東日本旅客鐵道（JR東日本）
■總武本線
■快速
通過
■普通（各站停車）
南酒酒井－榎戶－八街

### 使用情況
1. ↑  .   [2019-06-30]. （原始内容存档于2020-04-11）.
2. ↑  八街市統計書 （页面存档备份，存于） - 八街市

JR東日本2000年以後上車人次
1. ↑  各駅の乗車人員（2000年度） （页面存档备份，存于） - JR東日本
2. ↑  各駅の乗車人員（2001年度） （页面存档备份，存于） - JR東日本
3. ↑  各駅の乗車人員（2002年度） （页面存档备份，存于） - JR東日本
4. ↑  各駅の乗車人員（2003年度） （页面存档备份，存于） - JR東日本
5. ↑  各駅の乗車人員（2004年度） （页面存档备份，存于） - JR東日本
6. ↑  各駅の乗車人員（2005年度） （页面存档备份，存于） - JR東日本
7. ↑  各駅の乗車人員（2006年度） （页面存档备份，存于） - JR東日本
8. ↑  各駅の乗車人員（2007年度） （页面存档备份，存于） - JR東日本
9. ↑  各駅の乗車人員（2008年度） （页面存档备份，存于） - JR東日本
10. ↑  各駅の乗車人員（2009年度） （页面存档备份，存于） - JR東日本
11. ↑  各駅の乗車人員（2010年度） （页面存档备份，存于） - JR東日本
12. ↑  各駅の乗車人員（2011年度） （页面存档备份，存于） - JR東日本
13. ↑  各駅の乗車人員（2012年度） （页面存档备份，存于） - JR東日本
14. ↑  各駅の乗車人員（2013年度） （页面存档备份，存于） - JR東日本
15. ↑  各駅の乗車人員（2014年度） （页面存档备份，存于） - JR東日本
16. ↑  各駅の乗車人員（2015年度） （页面存档备份，存于） - JR東日本
17. ↑  各駅の乗車人員（2016年度） （页面存档备份，存于） - JR東日本
18. ↑  各駅の乗車人員（2017年度） （页面存档备份，存于） - JR東日本
19. ↑  各駅の乗車人員（2018年度） （页面存档备份，存于） - JR東日本
20. ↑  各駅の乗車人員（2019年度） （页面存档备份，存于） - JR東日本

千葉縣統計年鑑
1. ↑  .   [2019-06-30]. （原始内容存档于2020-01-08）.
2. ↑  .   [2019-06-30]. （原始内容存档于2020-01-08）.
3. ↑  .   [2019-06-30]. （原始内容存档于2020-01-08）.
4. ↑  .   [2019-06-30]. （原始内容存档于2020-01-08）.
5. ↑  .   [2019-06-30]. （原始内容存档于2020-01-08）.
6. ↑  .   [2019-06-30]. （原始内容存档于2020-01-08）.
7. ↑  .   [2019-06-30]. （原始内容存档于2020-01-08）.
8. ↑  .   [2019-06-30]. （原始内容存档于2020-01-08）.
9. ↑  .   [2019-06-30]. （原始内容存档于2020-01-08）.
10. ↑  .   [2019-06-30]. （原始内容存档于2020-11-21）.
11. ↑  .   [2019-06-30]. （原始内容存档于2020-11-21）.
12. ↑  .   [2019-06-30]. （原始内容存档于2020-01-08）.
13. ↑  .   [2019-06-30]. （原始内容存档于2020-01-08）.
14. ↑  .   [2019-06-30]. （原始内容存档于2020-01-08）.
15. ↑  .   [2019-06-30]. （原始内容存档于2020-01-08）.
16. ↑  .   [2019-06-30]. （原始内容存档于2020-01-08）.
17. ↑  .   [2019-06-30]. （原始内容存档于2020-01-08）.
18. ↑  .   [2019-06-30]. （原始内容存档于2020-01-08）.
19. ↑  .   [2019-06-30]. （原始内容存档于2020-04-24）.
20. ↑  .   [2019-06-30]. （原始内容存档于2020-04-24）.
21. ↑  .   [2019-06-30]. （原始内容存档于2020-04-24）.
22. ↑  .   [2019-06-30]. （原始内容存档于2020-04-24）.
23. ↑  .   [2019-06-30]. （原始内容存档于2020-04-24）.
24. ↑  .   [2019-06-30]. （原始内容存档于2020-04-24）.
25. ↑  .   [2019-06-30]. （原始内容存档于2020-04-24）.
26. ↑  .   [2019-06-30]. （原始内容存档于2017-08-11）.
27. ↑  .   [2020-07-31]. （原始内容存档于2020-04-24）.
28. ↑  .   [2020-07-31]. （原始内容存档于2020-04-24）.

## 外部連結
- 車站資訊（榎戶）：東日本旅客鐵道